# 2S38偏流
2S38偏流-PVO（羅馬化：2S38 Derivaciya-PVO，直译：「2S38偏流-PVO」），俄罗斯产自行防空炮。以乌拉尔机车车辆厂设计和制造的BMP-3步兵战车为底盘，根据新的结构设计开发。其设计理念是使用被动识别技术跟踪空中目标。据今日军事（Military Today）网站报道，这套系统即将成为2K22通古斯卡的继承者，通古斯卡系统于20世纪80年代推出。2S38的国家试验计划于2022年完成。
偏流的原型车于2017年首次向公众展示。偏流-PVO项目在国际军事技术论坛“Army-2017”上向公众展示——虽然仍是模型。
偏流于2018年8月21日在国际博览会“Army 2018”上首次亮相，2020年6月24日，首次参加莫斯科红场胜利日阅兵。

## 详情
2S38防空炮安装在BMP-3步兵战车改装过的底盘上。其设计的用途是打击无人机、巡航导弹、空对地导弹、攻击机和直升机等空中目标。可不分昼夜且在电子战的环境下进行作战，静止和行驶中均可开火。
与T-14坦克类似，乘员坐在装甲舱内，从车内遥控无人炮塔。偏流配备了光电目标跟踪和探测系统以及带有视觉和热成像通道的火控系统。同时，偏流具有一定的隐身特性，使其对雷达系统保持隐形。车体和炮塔均由铝合金焊接制成，可防御14.5毫米子弹，前车体还装有复合装甲，可防御30毫米以下口径子弹的射击。
偏流搭载了一门57毫米2A90机炮，射速为每分钟120发，车上备弹148发。升降范围为-5度至+75度，最大有效射击距离4500米。同时配备了一挺安装在外部的7.62毫米PKTM机枪，目的是防御敌方步兵。

## 使用方
- 俄羅斯

## 相册

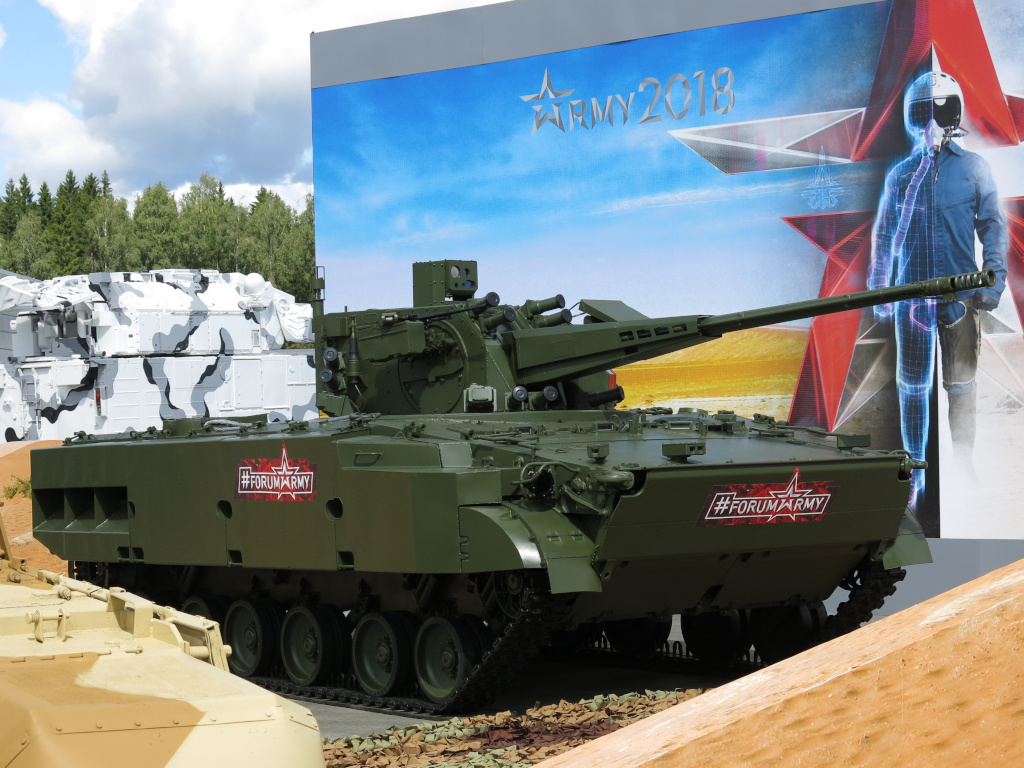
斜侧面照
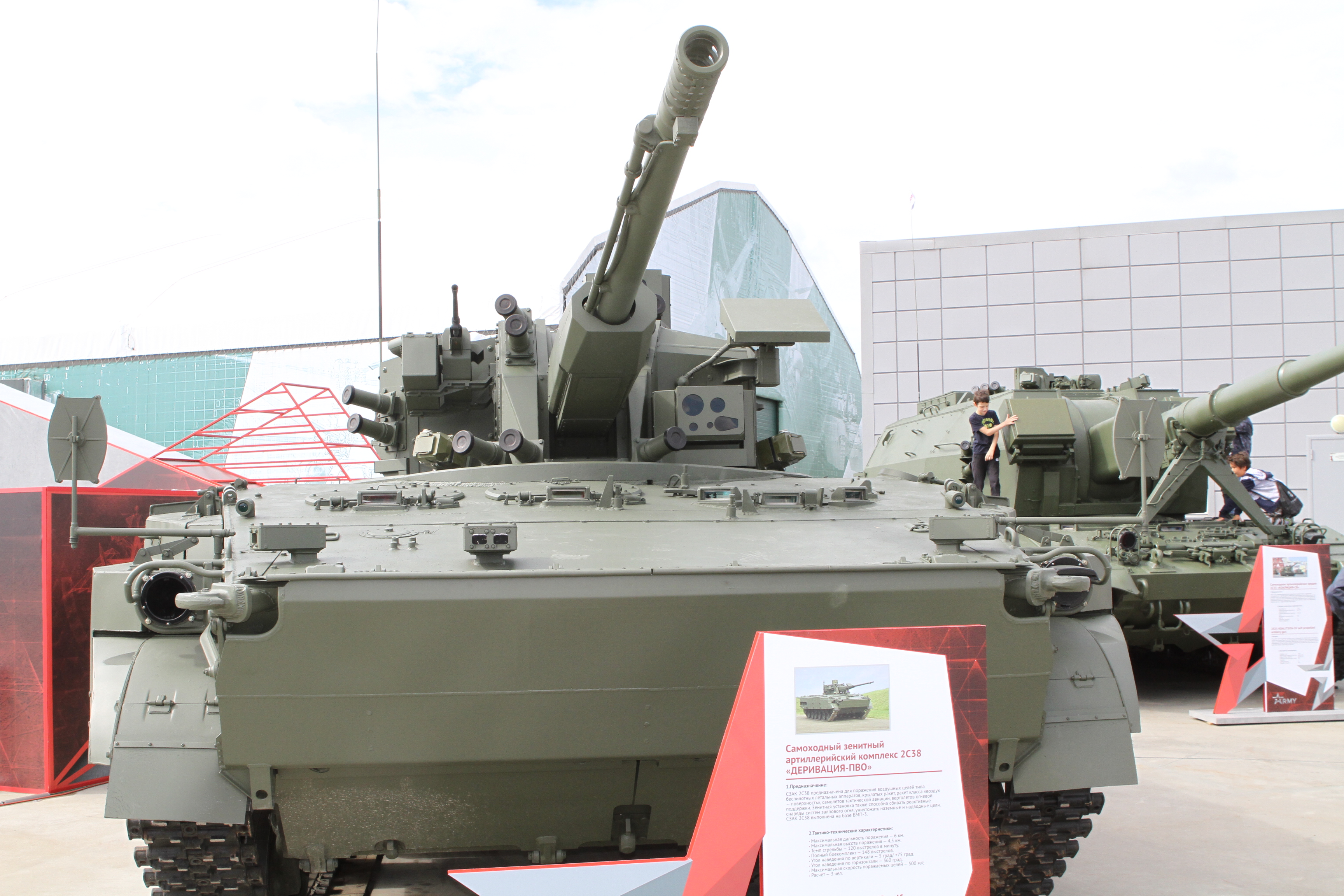
正面照
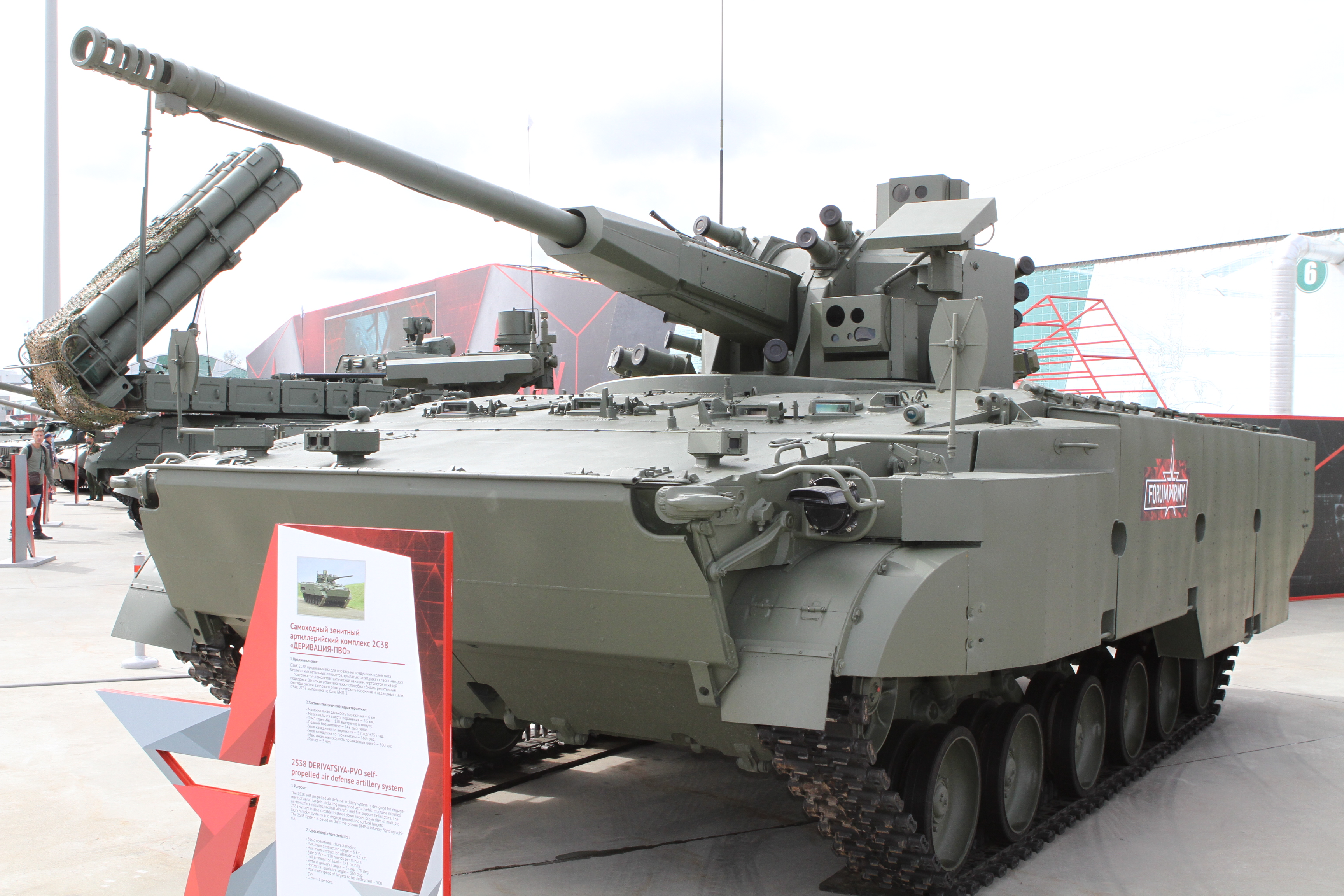
从某个角度可以清晰看到无人炮塔内的设备元件

## 脚注
1. 1 2  . 全球安全. 2022-09-18  [2024-04-21]. （原始内容存档于2024-04-17） （英语）.
2. 1 2  . Military Today. 2022-09-18  [2024-04-21]. （原始内容存档于2023-04-04） （英语）.
3. ↑  . Altair. 2021-02-06  [2022-09-18]. （原始内容存档于2022-09-21） （波兰语）.
4. ↑  . RT na Russkom. 2021-01-31 01:36  [2024-04-21]. （原始内容存档于2023-05-09） （俄语）.
5. 1 2 3 4 5  Peter Suciu. . 国家利益. 2020-08-31  [2022-09-22]. （原始内容存档于2023-12-08） （英语）.
6. ↑  . 塔斯社. 2021-01-30 02:01  [2024-04-21]. （原始内容存档于2023-05-09） （俄语）.
7. ↑  . Novosti VPK.   [2024-04-21]. （原始内容存档于2023-05-09） （俄语）.
8. ↑  . RedStar. 2022-09-22  [2024-04-21]. （原始内容存档于2022-09-22） （英语）.
9. 1 2  . 海燕中央科学研究所（英语：Burevestnik Central Scientific Research Institute）. 2022-09-22  [2024-04-21]. （原始内容存档于2022-12-08） （英语）.